# Võnnu
Võnnu è un comune rurale dell'Estonia meridionale, nella contea di Tartumaa. Il centro amministrativo è l'omonimo borgo (in estone alevik).

## Località
Oltre al capoluogo, il comune comprende 12 località (in estone küla):
Agali - Ahunapalu - Hammaste - Imste - Issaku - Kannu - Kõnnu - Kurista - Lääniste - Liispõllu - Rookse - Terikeste